# Borbo fatuellus
Borbo fatuellus là một loài bướm ngày thuộc họ Hesperiidae. Nó được tìm thấy ở châu Phi nhiệt đới và tây nam Arabia.
Sải cánh dài 33–42 mm đối với con đực và 40–43 mm đối với con cái. Con trưởng thành bay quanh năm, nhưng phổ biến hơn từ tháng 10 đến tháng 5 ở phía nam Phi Châu.
Ấu trùng ăn Ehrharta erecta và Setaria megaphylla.

## Phụ loài
- Borbo fatuellus fatuellus (rừng đất thấp duyên hải và rừng cây gỗ Savannah từ East Cape đến Swaziland và dọc theo bờ biển đến phía bắc KwaZulu-Natal, Mpumalanga và tỉnh Limpopo ở xa hơn về phía bắc)
- Borbo fatuellus dolens (Mabille, 1898)
- Borbo fatuellus thomea (Evans, 1937)